# Donaukanaal

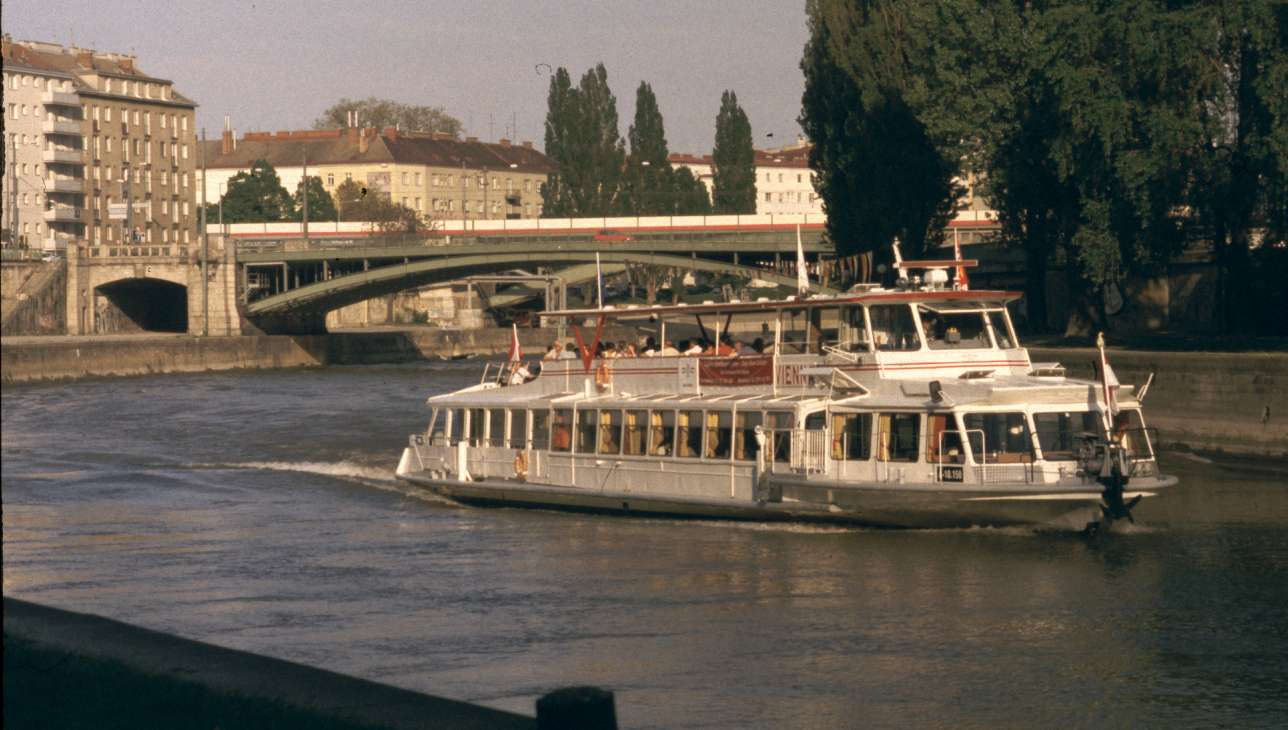
Het Donaukanaal met Donauschip

Het Donaukanaal (Duits: Donaukanal of Wiener Donaukanal) is een gekanaliseerde zijarm van de Donau in Wenen. Het Donaukanaal takt bij de voorstad Nußdorf, in het noorden van Wenen, af van de hoofdrivier, om bij de haven van Albern weer uit te monden in de Donau. Hiermee vormt het een eiland waarop de Weense wijken Leopoldstadt en Brigittenau liggen. Het Donaukanaal stroomt langs de binnenstad van Wenen. Hier mondt ook de Wien uit in het Donaukanaal. Wenen ligt dus feitelijk aan het Donaukanaal en niet aan de hoofdstroom van de Donau, zoals veelal gedacht wordt.
In de middeleeuwen lag de oever van de Donau bij de stad. De rivier verlegde haar bedding echter voortdurend. Tegen 1700 verplaatste de hoofdbedding zich steeds meer richting het oosten, haar huidige plek en kwam voor de kleinere zijtak de naam Donaukanal naar voren. Een eerste reguliering van de rivier vond plaats aan het einde van de 16e eeuw. In de 19e eeuw volgde een grotere, definitieve, uitbouw van zowel de Donau als het Donaukanaal. In totaal kruisen 15 bruggen en vijf spoorwegbruggen de rivier.
- Gemeinsame Normdatei: 4135458-8
- Virtual International Authority File: 236409720